# Tres Vírgenes
Tres Vírgenes est un complexe volcanique situé dans le municipio de Mulegé dans l’État de Basse-Californie du Sud, dans la péninsule de Basse-Californie au nord-ouest du Mexique. Il est composé de trois volcans : El Viejo, El Azufre et El Virgen.

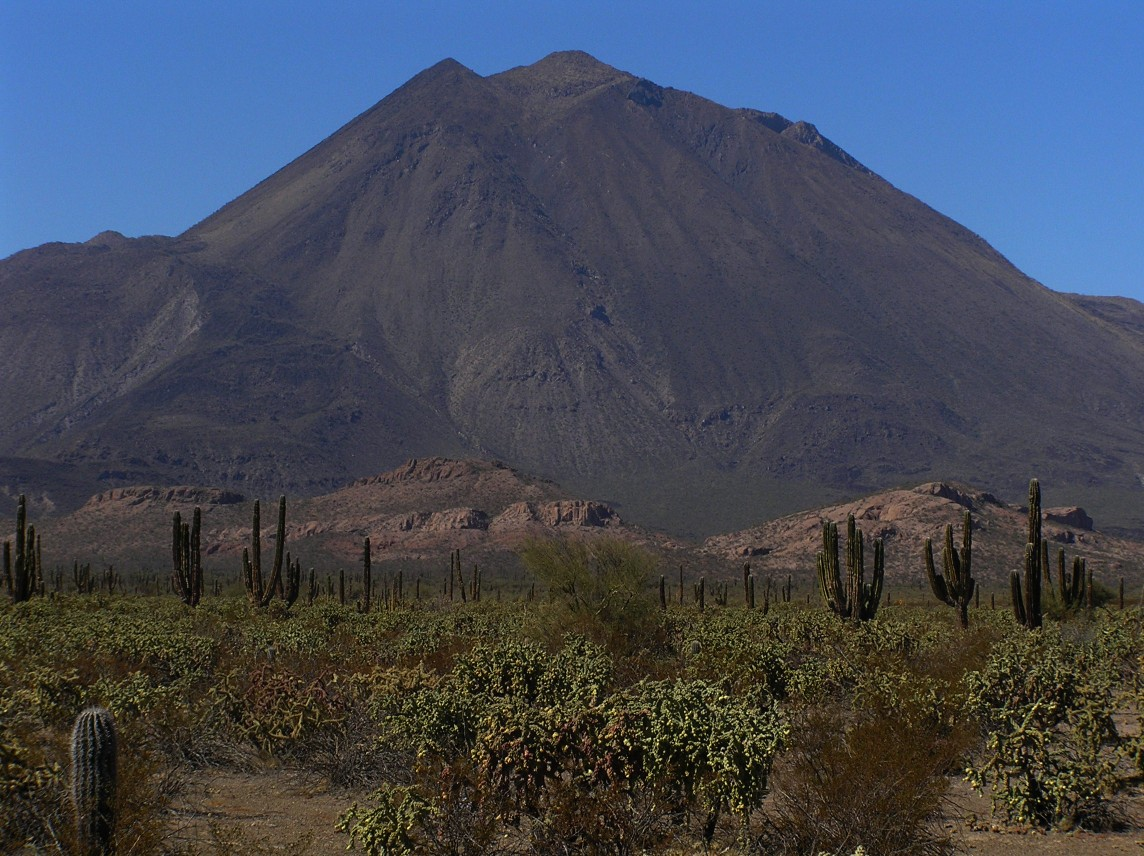
Vue d'El Virgen, le plus jeune et le plus élevé des trois volcans.